# Canottaggio ai Giochi della XXIX Olimpiade - Otto femminile

## Batterie
Hanno partecipato alle batterie di qualificazione 7 equipaggi, suddivisi in 2 batterie: i primi di ogni batteria sono passati direttamente alla finale A, mentre gli altri hanno effettuato i ripescaggi.
Lunedì 11 agosto 2008, ore: 14:50-15:10
| Posizione | Paese       | Atleta | Tempo   | Note |
| --------- | ----------- | --- | ------- | ---- |
| 1         | Stati Uniti | Erin Cafaro, Lindsay Shoop, Anna Goodale, Elle Logan, Anna Mickelson, Susan Francia, Caroline Lind, Caryn Davies e Mary Whipple                                 | 6:06.53 | FA   |
| 2         | Regno Unito | Carla Ashford, Beth Rodford, Natasha Page, Natasha Howard, Jess Eddie, Sarah Winckless, Alison Knowles, Katie Greves e Caroline O'Connor                        | 6:08.68 | R    |
| 3         | Canada      | Heather Mandoli, Andréanne Morin, Sarah Bonikowsky, Ashley Brzozowicz, Romina Stefancic, Buffy Williams, Darcy Marquardt, Jane Rumball e Lesley Thompson-Willie | 6:12.68 | R    |
| 4         | Germania    | Christina Hennings, Katrin Reinert, Nina Wengert, Nadine Schmutzler, Lenka Wech, Maren Derlien, Nicole Zimmermann, Elke Hippler e Annina Ruppel                 | 6:14.42 | R    |

| Posizione | Paese       | Atleta | Tempo   |    |
| --------- | ----------- | --- | ------- | -- |
| 1         | Romania     | Constanța Burcică, Viorica Susanu, Rodica Șerban, Enikő Barabás, Simona Mușat, Ioana Papuc, Georgeta Andrunache, Doina Ignat e Elena Georgescu                  | 6:05.77 | FA |
| 2         | Paesi Bassi | Femke Dekker, Marlies Smulders, Nienke Kingma, Roline Repelaer van Driel, Annemarieke van Rumpt, Helen Tanger, Sarah Siegelaar, Annemiek de Haan e Ester Workel | 6:07.41 | R  |
| 3         | Australia   | Pauline Frasca, Brooke Pratley, Sally Kehoe, Natalie Bale, Elizabeth Kell, Kate Hornsey, Sarah Tait, Sarah Heard e Elizabeth Patrick                            | 6:07.93 | R  |

## Ripescaggi
I primi 4 equipaggi del ripescaggio si sono qualificati per la finale A.
Mercoledì 13 agosto 2008, ore: 17:40-17:50
| Posizione | Paese       | Atleta | Tempo   |    |
| --------- | ----------- | --- | ------- | -- |
| 1         | Canada      | Heather Mandoli, Andréanne Morin, Sarah Bonikowsky, Ashley Brzozowicz, Romina Stefancic, Buffy Williams, Darcy Marquardt, Jane Rumball e Lesley Thompson-Willie | 6:10.50 | FA |
| 2         | Paesi Bassi | Femke Dekker, Marlies Smulders, Nienke Kingma, Roline Repelaer van Driel, Annemarieke van Rumpt, Helen Tanger, Sarah Siegelaar, Annemiek de Haan e Ester Workel | 6:11.58 | FA |
| 3         | Regno Unito | Carla Ashford, Beth Rodford, Natasha Page, Natasha Howard, Jess Eddie, Sarah Winckless, Alison Knowles, Katie Greves e Caroline O'Connor                        | 6:12.10 | FA |
| 4         | Australia   | Pauline Frasca, Brooke Pratley, Sally Kehoe, Natalie Bale, Elizabeth Kell, Kate Hornsey, Sarah Tait, Sarah Heard e Elizabeth Patrick                            | 6:12.52 | FA |
| 5         | Germania    | Christina Hennings, Katrin Reinert, Nina Wengert, Nadine Schmutzler, Lenka Wech, Maren Derlien, Nicole Zimmermann, Elke Hippler e Annina Ruppel                 | 6:14.45 |    |

## Finale A
Domenica 17 agosto 2008, ore 17:10-17:20
| Posizione | Paese       | Atleta | Tempo   |
| --------- | ----------- | --- | ------- |
|           | Stati Uniti | Erin Cafaro, Lindsay Shoop, Anna Goodale, Elle Logan, Anna Cummins, Susan Francia, Caroline Lind, Caryn Davies e Mary Whipple                                   | 6:05.34 |
|           | Paesi Bassi | Femke Dekker, Marlies Smulders, Nienke Kingma, Roline Repelaer van Driel, Annemarieke van Rumpt, Helen Tanger, Sarah Siegelaar, Annemiek de Haan e Ester Workel | 6:07.22 |
|           | Romania     | Constanța Burcică, Viorica Susanu, Rodica Șerban, Enikő Barabás, Simona Mușat, Ioana Papuc, Georgeta Andrunache, Doina Ignat e Elena Georgescu                  | 6:07.25 |
| 4         | Canada      | Heather Mandoli, Andréanne Morin, Sarah Bonikowsky, Ashley Brzozowicz, Romina Stefancic, Buffy Williams, Darcy Marquardt, Jane Rumball e Lesley Thompson-Willie | 6:08.04 |
| 5         | Regno Unito | Carla Ashford, Beth Rodford, Natasha Page, Natasha Howard, Jess Eddie, Sarah Winckless, Alison Knowles, Katie Greves e Caroline O'Connor                        | 6:13.74 |
| 6         | Australia   | Pauline Frasca, Brooke Pratley, Sally Kehoe, Natalie Bale, Elizabeth Kell, Kate Hornsey, Sarah Tait, Sarah Heard e Elizabeth Patrick                            | 6:14:22 |